# Klepaci, Lubnî
Klepaci (în ucraineană Клепачі) este un sat în comuna Kalaidînți din raionul Lubnî, regiunea Poltava, Ucraina.

## Demografie
Componența lingvistică a localității Klepaci
     Ucraineană (99,83%)
     Alte limbi (0,17%)
Conform recensământului din 2001, majoritatea populației localității Klepaci era vorbitoare de ucraineană (99,83%), existând în minoritate și vorbitori de alte limbi.